# أسل جذاب
أسل جذاب (الاسم العلمي: Juncus amabilis) نوع نباتي يتبع جنس الأسل وينتمي إلى الفصيلة الأسلية.